# Championnats d'Europe de cyclo-cross 2023
Navigation
Édition précédente Édition suivante
Les Championnats d'Europe de cyclo-cross 2023 ont lieu du 3 au 5 novembre 2023 à Pontchâteau, en France.

### Hommes élites

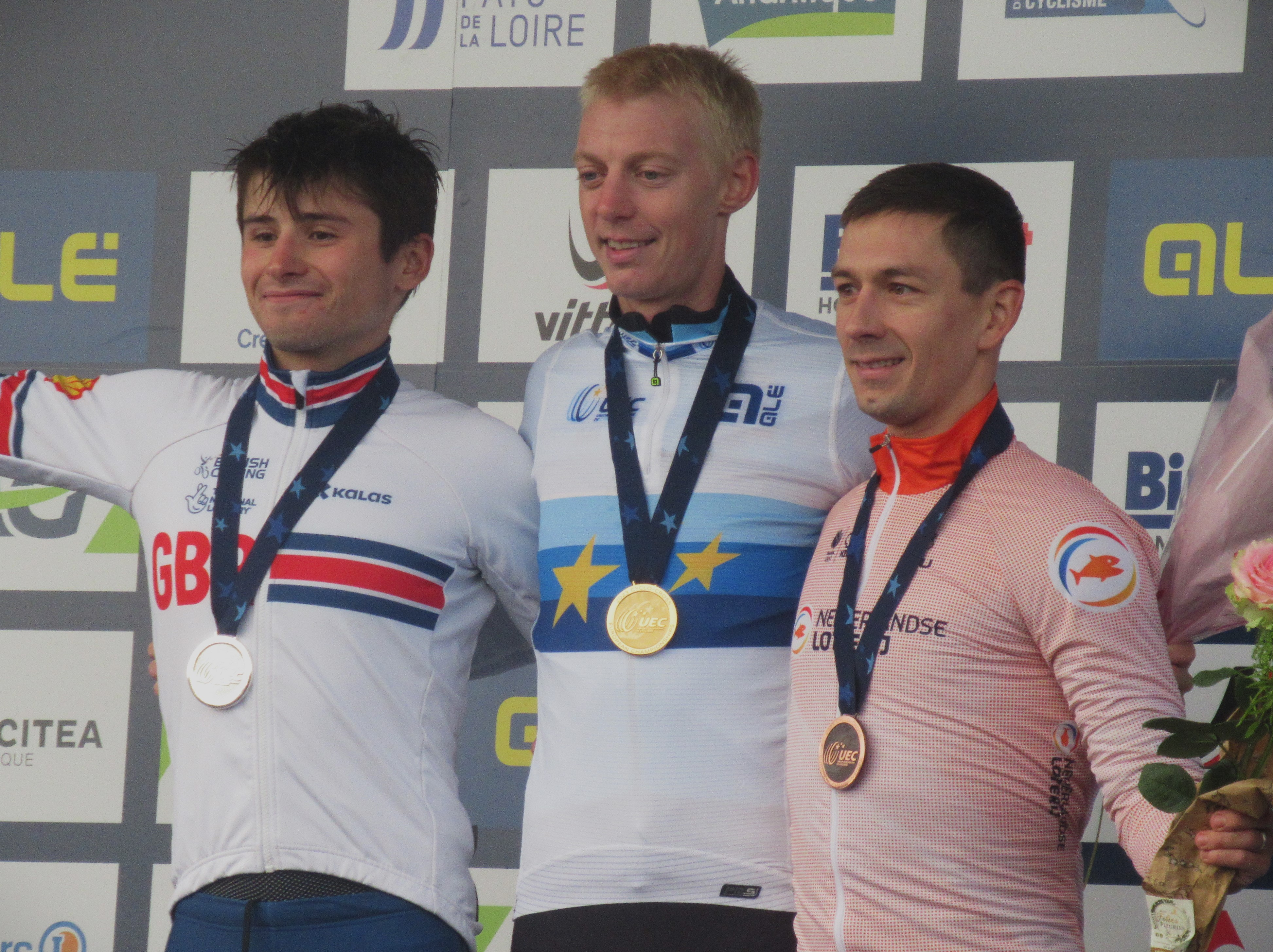
Podium hommes élites

### Femmes élites

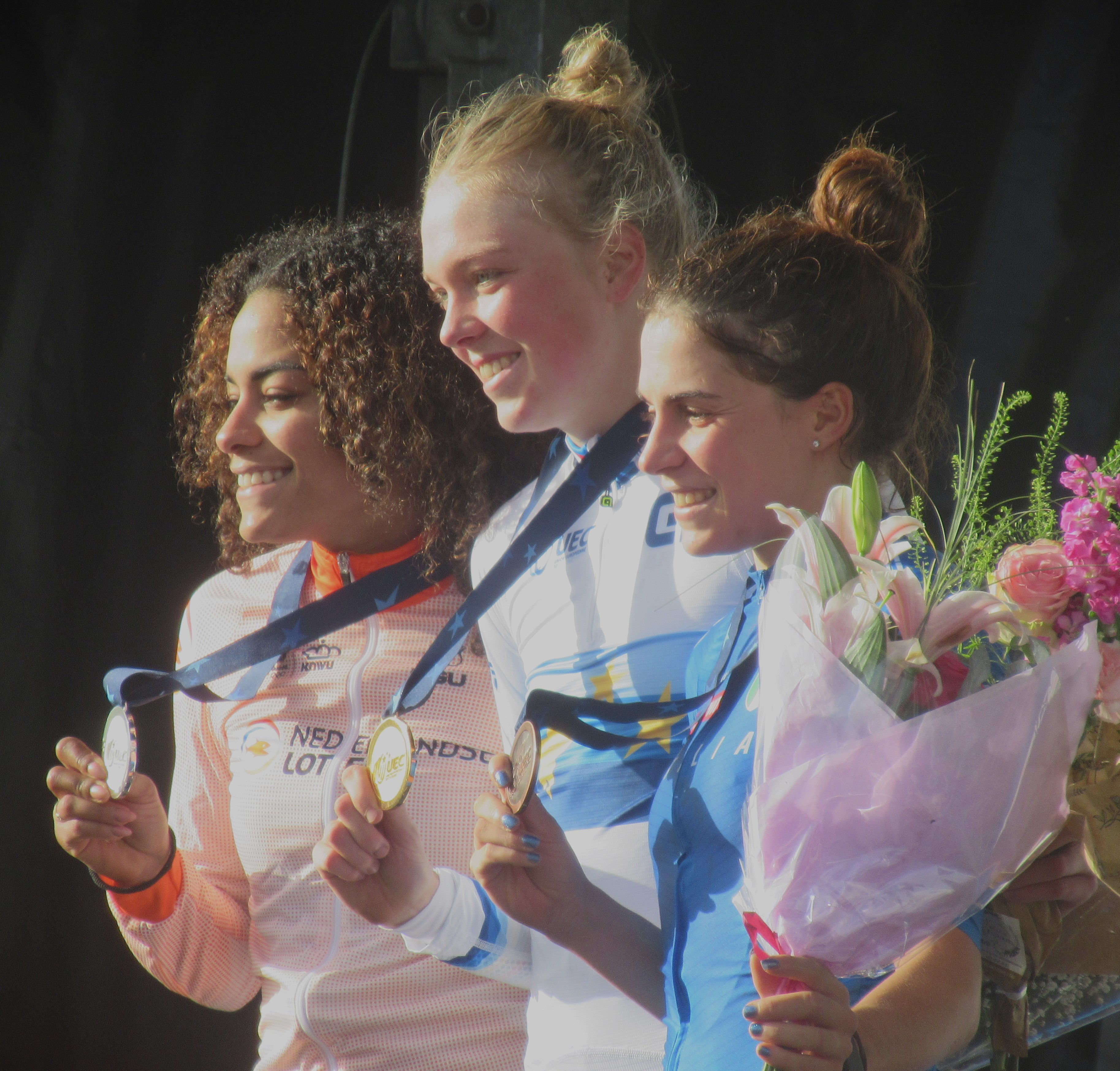
Podium femmes élites

## Programme
Le programme est le suivant :
| Date                | Horaire | Épreuve        |
| ------------------- | ------- | -------------- |
| Vendredi 3 novembre | 15 h 15 | Relais mixte   |
| Dimanche 5 novembre | 09 h 00 | Femmes juniors |
| Dimanche 5 novembre | 10 h 00 | Hommes juniors |
| Dimanche 5 novembre | 11 h 00 | Femmes espoirs |
| Dimanche 5 novembre | 12 h 50 | Hommes espoirs |
| Dimanche 5 novembre | 14 h 00 | Femmes élites  |
| Dimanche 5 novembre | 15 h 10 | Hommes élites  |

## Résultats

### Hommes
| Épreuves        | Or                     | Argent           | Bronze            |
| --------------- | ---------------------- | ---------------- | ----------------- |
| Élites          | Michael Vanthourenhout | Cameron Mason    | Lars van der Haar |
| Moins de 23 ans | Jente Michels          | Emiel Verstrynge | Rémi Lelandais    |
| Juniors         | Aubin Sparfel          | Zsombor Takács   | Jules Simon       |

### Femmes
| Épreuves        | Or            | Argent          | Bronze              |
| --------------- | ------------- | --------------- | ------------------- |
| Élites          | Fem van Empel | Ceylin Alvarado | Sara Casasola       |
| Moins de 23 ans | Zoe Bäckstedt | Marie Schreiber | Kristýna Zemanová   |
| Juniors         | Célia Gery    | Cat Ferguson    | Viktória Chladoňová |

### Mixte
| Épreuve | Or | Argent                                                                                               | Bronze |
| ------- | --- | --- | --- |
| Relais  | France- Aubin Sparfel - Rémi Lelandais - Célia Gery - Electa Gallezot - Hélène Clauzel - Joshua Dubau | Grande-Bretagne- Anna Kay - Daniel Barnes - Imogen Wolff - Oscar Amey - Cat Ferguson - Cameron Mason | Belgique- Yorben Lauryssen - Naud De Clercq - Xaydée Van Sinaey - Shanyl De Schoesitter - Sanne Cant - Witse Meeussen |

## Classements
| Pos                        | Cycliste               | Pays            | Temps          |
| -------------------------- | ---------------------- | --------------- | -------------- |
|                            | Michael Vanthourenhout | Belgique        | 1 h 2 min 13 s |
| Médaille d'argent, Europe  | Cameron Mason          | Grande-Bretagne | + 7 s          |
| Médaille de bronze, Europe | Lars van der Haar      | Pays-Bas        | + 19 s         |
| 4                          | Pim Ronhaar            | Pays-Bas        | + 21 s         |
| 5                          | Ryan Kamp              | Pays-Bas        | + 44 s         |
| 6                          | Eli Iserbyt            | Belgique        | + 58 s         |
| 7                          | Laurens Sweeck         | Belgique        | + 1 min 5 s    |
| 8                          | Niels Vandeputte       | Belgique        | + 1 min 14 s   |
| 9                          | Felipe Orts            | Espagne         | + 1 min 23 s   |
| 10                         | Witse Meeussen         | Belgique        | + 1 min 39 s   |

| Pos                        | Cycliste            | Pays     | Temps        |
| -------------------------- | ------------------- | -------- | ------------ |
|                            | Jente Michels       | Belgique | 52 min 16 s  |
| Médaille d'argent, Europe  | Emiel Verstrynge    | Belgique | + 25 s       |
| Médaille de bronze, Europe | Rémi Lelandais      | France   | + 44 s       |
| 4                          | Ward Huybs          | Belgique | + 1 min 2 s  |
| 5                          | Victor Van de Putte | Belgique | + 1 min 19 s |
| 6                          | Dario Lillo         | Suisse   | + 1 min 29 s |
| 7                          | Nathan Bommenel     | France   | + 1 min 40 s |
| 8                          | Corentin Lequet     | France   | + 1 min 40 s |
| 9                          | Yorben Lauryssen    | Belgique | + 1 min 49 s |
| 10                         | Léo Bisiaux         | France   | + 2 min 4 s  |

| Pos                        | Cycliste             | Pays     | Temps        |
| -------------------------- | -------------------- | -------- | ------------ |
|                            | Aubin Sparfel        | France   | 43 min 49 s  |
| Médaille d'argent, Europe  | Zsombor Takács       | Hongrie  | m.t          |
| Médaille de bronze, Europe | Jules Simon          | France   | + 8 s        |
| 4                          | Stefano Viezzi       | Italie   | + 9 s        |
| 5                          | Barnabás Vas         | Hongrie  | + 30 s       |
| 6                          | Paul Seixas          | France   | + 38 s       |
| 7                          | Keije Solen          | Pays-Bas | + 50 s       |
| 8                          | Tanguy Louis         | France   | + 53 s       |
| 9                          | Maxime Vézie         | France   | + 58 s       |
| 10                         | Mattia Agostinacchio | Italie   | + 1 min 14 s |

| Pos                        | Cycliste                 | Pays            | Temps        |
| -------------------------- | ------------------------ | --------------- | ------------ |
|                            | Fem van Empel            | Pays-Bas        | 52 min 44 s  |
| Médaille d'argent, Europe  | Ceylin Alvarado          | Pays-Bas        | + 1 min 35 s |
| Médaille de bronze, Europe | Sara Casasola            | Italie          | + 1 min 56 s |
| 4                          | Inge van der Heijden     | Pays-Bas        | + 2 min 39 s |
| 5                          | Aniek van Alphen         | Pays-Bas        | + 3 min 6 s  |
| 6                          | Marion Norbert Riberolle | Belgique        | + 3 min 18 s |
| 7                          | Anna Kay                 | Grande-Bretagne | + 3 min 24 s |
| 8                          | Sanne Cant               | Belgique        | + 3 min 44 s |
| 9                          | Laura Verdonschot        | Belgique        | + 3 min 58 s |
| 10                         | Amandine Fouquenet       | France          | + 4 min 15 s |

| Pos                        | Cycliste           | Pays            | Temps        |
| -------------------------- | ------------------ | --------------- | ------------ |
|                            | Zoe Bäckstedt      | Grande-Bretagne | 48 min 46 s  |
| Médaille d'argent, Europe  | Marie Schreiber    | Luxembourg      | + 34 s       |
| Médaille de bronze, Europe | Kristýna Zemanová  | Tchéquie        | + 1 min 11 s |
| 4                          | Leonie Bentveld    | Pays-Bas        | + 1 min 39 s |
| 5                          | Lauren Molengraaf  | Pays-Bas        | + 2 min 36 s |
| 6                          | Olivia Onesti      | France          | + 3 min 13 s |
| 7                          | Xaydée Van Sinaey  | Belgique        | + 3 min 46 s |
| 8                          | Julie Brouwers     | Belgique        | + 4 min 11 s |
| 9                          | Kateřina Hladíková | Tchéquie        | + 4 min 22 s |
| 10                         | Giada Borghesi     | Italie          | + 4 min 30 s |

| Pos                        | Cycliste            | Pays            | Temps        |
| -------------------------- | ------------------- | --------------- | ------------ |
|                            | Célia Gery          | France          | 41 min 6 s   |
| Médaille d'argent, Europe  | Cat Ferguson        | Grande-Bretagne | + 26 s       |
| Médaille de bronze, Europe | Viktória Chladoňová | Slovaquie       | + 31 s       |
| 4                          | Amandine Muller     | France          | + 2 min 12 s |
| 5                          | Imogen Wolff        | Grande-Bretagne | + 2 min 23 s |
| 6                          | Sofia Ungerová      | Slovaquie       | + 2 min 24 s |
| 7                          | Amálie Gottwaldová  | Tchéquie        | + 2 min 33 s |
| 8                          | Kateřina Douděrová  | Tchéquie        | + 2 min 37 s |
| 9                          | Daniela Hezinová    | Tchéquie        | + 2 min 48 s |
| 10                         | Puck Langenbarg     | Pays-Bas        | + 2 min 54 s |

### Relais mixte
| Pos                        | Pays | Temps        |
| -------------------------- | --- | ------------ |
|                            | France- Aubin Sparfel - Rémi Lelandais - Célia Gery - Electa Gallezot - Hélène Clauzel - Joshua Dubau                 | 42 min 47 s  |
| Médaille d'argent, Europe  | Grande-Bretagne- Anna Kay - Daniel Barnes - Imogen Wolff - Oscar Amey - Cat Ferguson - Cameron Mason                  | + 33 s       |
| Médaille de bronze, Europe | Belgique- Yorben Lauryssen - Naud De Clercq - Xaydée Van Sinaey - Shanyl De Schoesitter - Sanne Cant - Witse Meeussen | + 1 min 7 s  |
| 4                          | Tchéquie- Matyáš Fiala - Kateřina Hladíková - Patrik Lienert - Kateřina Douděrová - Kristýna Zemanová - Václav Ježek  | + 1 min 13 s |
| 5                          | Italie- Filippo Agostinacchio - Federico Ceolin - Sara Casasola - Carlotta Borello - Arianna Bianchi - Stefano Viezzi | + 1 min 5 s  |

## Tableau des médailles
| Rang  | Nation          | Or | Argent | Bronze | Total |
| ----- | --------------- | -- | ------ | ------ | ----- |
| 1     | France          | 3  | 0      | 2      | 5     |
| 2     | Belgique        | 2  | 1      | 1      | 4     |
| 3     | Grande-Bretagne | 1  | 3      | 0      | 4     |
| 4     | Pays-Bas        | 1  | 1      | 1      | 3     |
| 5     | Hongrie         | 0  | 1      | 0      | 1     |
| 5     | Luxembourg      | 0  | 1      | 0      | 1     |
| 6     | Italie          | 0  | 0      | 1      | 1     |
| 6     | Slovaquie       | 0  | 0      | 1      | 1     |
| 6     | Tchéquie        | 0  | 0      | 1      | 1     |
| Total | Total           | 7  | 7      | 7      | 21    |